# The Boy (film, 2015)
Pour les articles homonymes, voir Boy.
Pour plus de détails, voir Fiche technique et Distribution.
The Boy est un film américain réalisé par Craig William Macneill et sorti en 2015.

## Fiche technique
- Titre : The Boy
- Réalisation : Craig William Macneill
- Scénario : Craig William Macneill, Clay McLeod Chapman
- Production : Daniel Noah, Josh C. Waller, Elijah Wood
- Musique : Hauschka
- Photographie : Noah Greenberg
- Montage :Craig William Macneill
- Sociétés de production : SpectreVision, Chiller Films
- Société de distribution : Chiller Films
- Pays d'origine :  États-Unis
- Langue : anglais
- Date de sortie : États-Unis : 14 mars 2015

## Distribution
- David Morse (VF : Bernard Lanneau) : John Henley
- Rainn Wilson (VF : Thierry Hancisse) : William Colby
- Jared Breeze (en) (VF : Victor Biavan) : Ted Henley
- Bill Sage (VF : Laurent Maurel) : Deacon Whit, le shérif
- Mike Vogel (VF : Sylvain Agaësse) : le père
- Zuleikha Robinson : la mère
- Aiden Lovekamp : Ben
- David Valencia : Marcus